# Harsh noise wall
L'harsh noise wall, noto anche come wall noise o HNW, è un sottogenere estremo della musica noise, descritto come "un muro di rumore monolitico letterale coerente, inflessibile e avvolgente". Il movimento è guidato dal musicista francese Vomir, che ha descritto la sua estetica come "nessuna idea, nessun cambiamento, nessuno sviluppo, nessun intrattenimento, nessun rimorso".
L'harsh noise wall presenta rumori sovrapposti per formare un suono statico. Sam MacKinley, noto anche come The Rita, ha considerato il genere come "la purificazione della scena del rumore aspro giapponese in un crunch più raffinato, che cristallizza le qualità tonali della distorsione in una trama minimalista in lento movimento".
Nonostante rimanga in gran parte underground, ha goduto di un seguito di culto nella scena della musica noise. Una serie di eventi dedicati al genere, denominato Harsh Noise Wall Festival, è organizzata a Les Instants Chavirés, Montreuil, Seine-Saint-Denis da Vomir, con ospiti che coinvolgono musicisti di spicco come Werewolf Jerusalem, TheNightProduct, Black Leather Jesus e Tissa Mawartyassari.